# Александар М. Леко
Александар М. Леко (Београд, 21. новембар, 6 или 7. децембар 1890 — Београд, 11. април 1982) је био српски хемичар. Александар Леко је био почасни доктор Београдског универзитета

## Биографија
Рођен је у Београду од оца Марка Т. Лека, хемичара, и мајке Данице рођене Антула.
Основну школу је завршио у Београду, а затим и Прву београдску гимназију 1909. године. Студирао је хемију у Београду и Фрибуру (Швајцарска). Студије је прекинуо Први светски рат где је учествовао као један од 1300 каплара, заробљен је и интерниран у Нађмеђер. По завршетку рата вратио се на студије и 1920. одбранио докторску дисертацију код професора Бистрицког. После тога је отишао у Канаду где је радио у хемијској индустрији.
У Београд се вратио 1923. године и изабран за доцента неорганске хемије на тадашњем Техничком факултету. У звање ванредног професора изабран је 1928, а редовног 1938. године. Живео је у Професорској колонији у Београду, његова кућа је срушена у бомбардовању Београда 6. априла 1941. Ухапшен је и био као талац заточен у логору Бањица од 4. новембра до 13. децембра 1941. године.
У децембру 1944. именован је за члана комисије за обнову Београдског универзитета. Исте године постављен је за декана Техничког факултета, који је био тада један од седам факултета на Универзитету. Учествовао је у оснивању Технолошко-металрушког факултета издвајањем из Техничког факултета 1948. године и ту је наставио професорску каријеру. Пензионисан је 1960. године.
У научном погледу проучавао је бензимидазоле и процес растварања метала у киселинама. Са сарадницима радио на пероксидима, сумпорним и силицијумовим једињењима.
Био је председник Српског хемијског друштва од 1946. до 1955, његов почасни председник од 1956, уредник „Гласника Хемијског друштва“ и оснивач и дугогодишњи уредник часописа „Хемијски преглед“ (основан 1950.). Добио је Седмојулску награду 1948, Вукову награду 1965, и титулу почасног доктора Београдског универзитета 1975. Добио је златну медаљу Француског друштва за индустријску хемију.
Свирао је клавир и био члан универзитетског камерног ансамбла Collegium Muzicum. Био је председник Академско певачко друштво Обилић, а после Другог светског рата председник Првог београдског певачког друштва. Био је ожењен Софијом са којом је имао сина Марка Леко и ћерку Даницу.